# Сентрал-Сіті (Південна Дакота)
Сентрал-Сіті (англ. Central City) — місто (англ. city) в США, в окрузі Лоуренс штату Південна Дакота. Населення — 93 особи (2020).

## Географія
Сентрал-Сіті розташований за координатами 44°22′7″ пн. ш. 103°46′14″ зх. д. / 44.36861° пн. ш. 103.77056° зх. д. (44.368578, -103.770511).  За даними Бюро перепису населення США в 2010 році місто мало площу 0,38 км², уся площа — суходіл.

### Клімат
| Клімат : Сентрал-Сіті                                      | Клімат : Сентрал-Сіті | Клімат : Сентрал-Сіті | Клімат : Сентрал-Сіті | Клімат : Сентрал-Сіті | Клімат : Сентрал-Сіті | Клімат : Сентрал-Сіті | Клімат : Сентрал-Сіті | Клімат : Сентрал-Сіті | Клімат : Сентрал-Сіті | Клімат : Сентрал-Сіті | Клімат : Сентрал-Сіті | Клімат : Сентрал-Сіті | Клімат : Сентрал-Сіті |
| Показник                                                   | Січ.                  | Лют.                  | Бер.                  | Квіт.                 | Трав.                 | Черв.                 | Лип.                  | Серп.                 | Вер.                  | Жовт.                 | Лист.                 | Груд.                 | Рік                   |
| Абсолютний максимум, °C                                    | 20,6                  | 18,9                  | 23,3                  | 28,9                  | 31,1                  | 35,6                  | 37,2                  | 36,7                  | 35,6                  | 28,9                  | 23,3                  | 18,3                  | 37,2                  |
| Середній максимум, °C                                      | 2,2                   | 2,8                   | 6,1                   | 11,1                  | 16,1                  | 21,7                  | 26,1                  | 25,6                  | 20,0                  | 12,8                  | 6,1                   | 1,7                   | 12,7                  |
| Середній мінімум, °C                                       | −8,3                  | −7,8                  | −5                    | −0,6                  | 4,4                   | 9,4                   | 13,3                  | 12,8                  | 7,2                   | 1,1                   | −4,4                  | −8,9                  | 1,2                   |
| Абсолютний мінімум, °C                                     | −32,8                 | −35,6                 | −27,2                 | −20,6                 | −12,8                 | −4,4                  | 2,2                   | 0,6                   | −9,4                  | −20,6                 | −26,7                 | −36,1                 | −36,1                 |
| Норма опадів, мм                                           | 34                    | 42                    | 66                    | 90                    | 118                   | 91                    | 70                    | 53                    | 51                    | 77                    | 46                    | 38                    | 776                   |
| ---------------------------------------------------------- | --------------------- | --------------------- | --------------------- | --------------------- | --------------------- | --------------------- | --------------------- | --------------------- | --------------------- | --------------------- | --------------------- | --------------------- | --------------------- |
| Джерело: The Weather Channel (Historical Monthly Averages) |                       |                       |                       |                       |                       |                       |                       |                       |                       |                       |                       |                       |                       |

## Демографія
Згідно з переписом 2010 року, у місті мешкали 134 особи в 66 домогосподарствах у складі 37 родин. Густота населення становила 350 осіб/км².  Було 78 помешкань (204/км²).
Расовий склад населення:
| - 94,0 % — білих - 1,5 % — корінних американців |

До двох чи більше рас належало 3,7 %. Частка іспаномовних становила 0,7 % від усіх жителів.
За віковим діапазоном населення розподілялося таким чином: 11,9 % — особи молодші 18 років, 74,7 % — особи у віці 18—64 років, 13,4 % — особи у віці 65 років та старші. Медіана віку мешканця становила 48,7 року. На 100 осіб жіночої статі у місті припадало 91,4 чоловіків;  на 100 жінок у віці від 18 років та старших — 96,7 чоловіків також старших 18 років.
Середній дохід на одне домашнє господарство  становив 41 649 доларів США (медіана — 31 111), а середній дохід на одну сім'ю — 54 685 доларів (медіана — 60 000). За межею бідності перебувало 16,5 % осіб, у тому числі 0,0 % дітей у віці до 18 років та 6,1 % осіб у віці 65 років та старших.
Цивільне працевлаштоване населення становило 99 осіб. Основні галузі зайнятості: мистецтво, розваги та відпочинок — 26,3 %, будівництво — 26,3 %, роздрібна торгівля — 10,1 %, освіта, охорона здоров'я та соціальна допомога — 8,1 %.